# Bazus
Ne doit pas être confondu avec Bazus-Neste ou Bazus-Aure.
Bazus [bazys] est une commune française située dans le nord-est du département de la Haute-Garonne, en région Occitanie. Sur le plan historique et culturel, la commune fait partie du Frontonnais, un pays entre Garonne et Tarn constitué d'une succession de terrasses caillouteuses qui ont donné naissance à de riches terroirs, réputés pour leus vins et leurs fruits.
Exposée à un climat océanique altéré, elle est drainée par le Girou, le ruisseau de Gaujac, le ruisseau de Saint-Pierre et par divers autres petits cours d'eau.
Bazus est une commune rurale qui compte 600 habitants en 2022, après avoir connu une forte hausse de la population depuis 1975. Elle fait partie de l'aire d'attraction de Toulouse. Ses habitants sont appelés les Bazusiens ou  Bazusiennes.
Le patrimoine architectural de la commune comprend un immeuble protégé au titre des monuments historiques : l'église Saint-Pierre, inscrite en 1978.

## Géographie

### Localisation
La commune de Bazus se trouve dans le département de la Haute-Garonne, en région Occitanie.
Cette commune de l'aire d'attraction de Toulouse est située à 20 km au nord-est de Toulouse en Pays Tolosan.
Elle se situe à 16 km à vol d'oiseau de Toulouse, préfecture du département, et à 5 km de Pechbonnieu, bureau centralisateur du canton de Pechbonnieu dont dépend la commune depuis 2015 pour les élections départementales.
La commune fait en outre partie du bassin de vie de Toulouse.
Les communes les plus proches sont : 
Villariès (2,9 km), Montberon (3,7 km), Labastide-Saint-Sernin (3,7 km), Paulhac (3,8 km), Montjoire (4,1 km), Garidech (4,6 km), Gargas (4,7 km), Lapeyrouse-Fossat (4,9 km).
Sur le plan historique et culturel, Bazus fait partie du Frontonnais, un pays entre Garonne et Tarn constitué d'une succession de terrasses caillouteuses qui ont donné naissance à de riches terroirs, réputés pour leurs vins et leurs fruits.
Bazus est limitrophe de sept autres communes.
Les communes limitrophes sont  Castelmaurou, Garidech, Lapeyrouse-Fossat, Montberon, Montjoire, Paulhac et Villariès.
| Villariès         | Montjoire    | Paulhac  |
| Montberon         | Bazus        |          |
| Lapeyrouse-Fossat | Castelmaurou | Garidech |

### Géologie et relief
La superficie de la commune est de 913 hectares ; son altitude varie de 128  à   216 mètres.

### Hydrographie

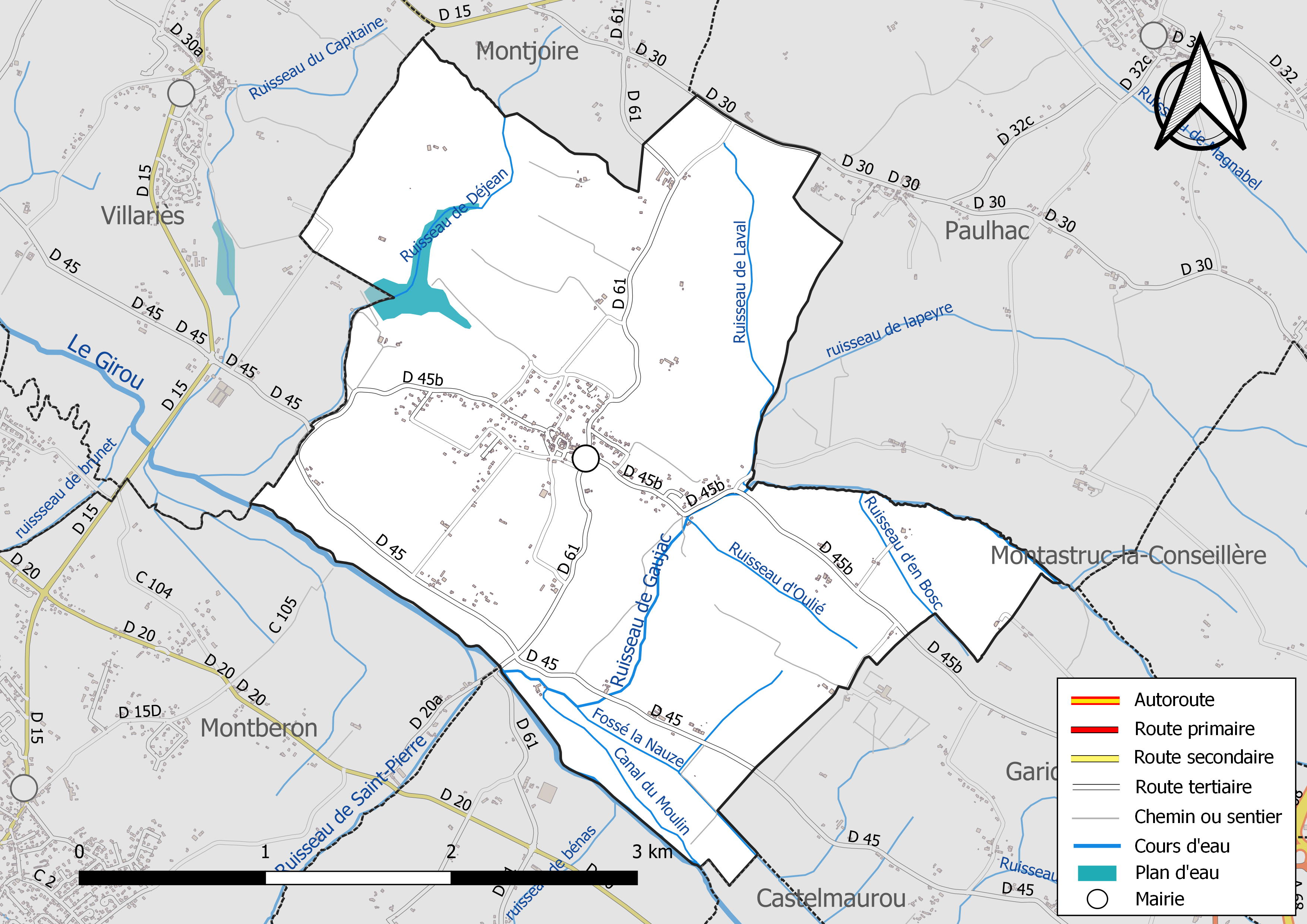
Réseaux hydrographique et routier de Bazus.

La commune est dans le bassin de la Garonne, au sein du bassin hydrographique Adour-Garonne. Elle est drainée par le Girou, le ruisseau de Saint-Pierre, Canal du Moulin, Fossé la Nauze, le ruisseau de Déjean, le ruisseau de lapeyre, le ruisseau de Laval, le ruisseau d'en Bosc, le ruisseau d'Oulié et par un petit cours d'eau, constituant un réseau hydrographique de 12 km de longueur totale,.
Le Girou, d'une longueur totale de 64,5 km, prend sa source dans la commune de Puylaurens et s'écoule du sud-est vers le nord-ouest. Il traverse la commune et se jette dans l'Hers-Mort à Saint-Jory, après avoir traversé 31 communes.

### Climat
Pour des articles plus généraux, voir Climat de l'Occitanie et Climat de la Haute-Garonne.
En 2010, le climat de la commune est de type climat du Bassin du Sud-Ouest, selon une étude s'appuyant sur une série de données couvrant la période 1971-2000. En 2020, Météo-France publie une typologie des climats de la France métropolitaine dans laquelle la commune est exposée à un climat océanique altéré et est dans la région climatique Aquitaine, Gascogne, caractérisée par une pluviométrie abondante au printemps, modérée en automne, un faible ensoleillement au printemps, un été chaud (19,5 °C), des vents faibles, des brouillards fréquents en automne et en hiver et des orages fréquents en été (15 à 20 jours).
Pour la période 1971-2000, la température annuelle moyenne est de 13,3 °C, avec une amplitude thermique annuelle de 15,7 °C. Le cumul annuel moyen de précipitations est de 741 mm, avec 9,2 jours de précipitations en janvier et 5,6 jours en juillet. Pour la période 1991-2020, la température moyenne annuelle observée sur la station météorologique la plus proche, située sur la commune de Blagnac à 15 km à vol d'oiseau, est de 14,2 °C et le cumul annuel moyen de précipitations est de 627,0 mm,. Pour l'avenir, les paramètres climatiques de la commune estimés pour 2050 selon différents scénarios d'émission de gaz à effet de serre sont consultables sur un site dédié publié par Météo-France en novembre 2022.

### Milieux naturels et biodiversité
Aucun espace naturel présentant un intérêt patrimonial n'est recensé sur la commune dans l'inventaire national du patrimoine naturel,,.

## Urbanisme

### Typologie
Au 1er janvier 2024, Bazus est catégorisée commune rurale à habitat dispersé, selon la nouvelle grille communale de densité à sept niveaux définie par l'Insee en 2022.
Elle est située hors unité urbaine. Par ailleurs la commune fait partie de l'aire d'attraction de Toulouse, dont elle est une commune de la couronne,. Cette aire, qui regroupe 527 communes, est catégorisée dans les aires de 700 000 habitants ou plus (hors Paris),.

### Occupation des sols

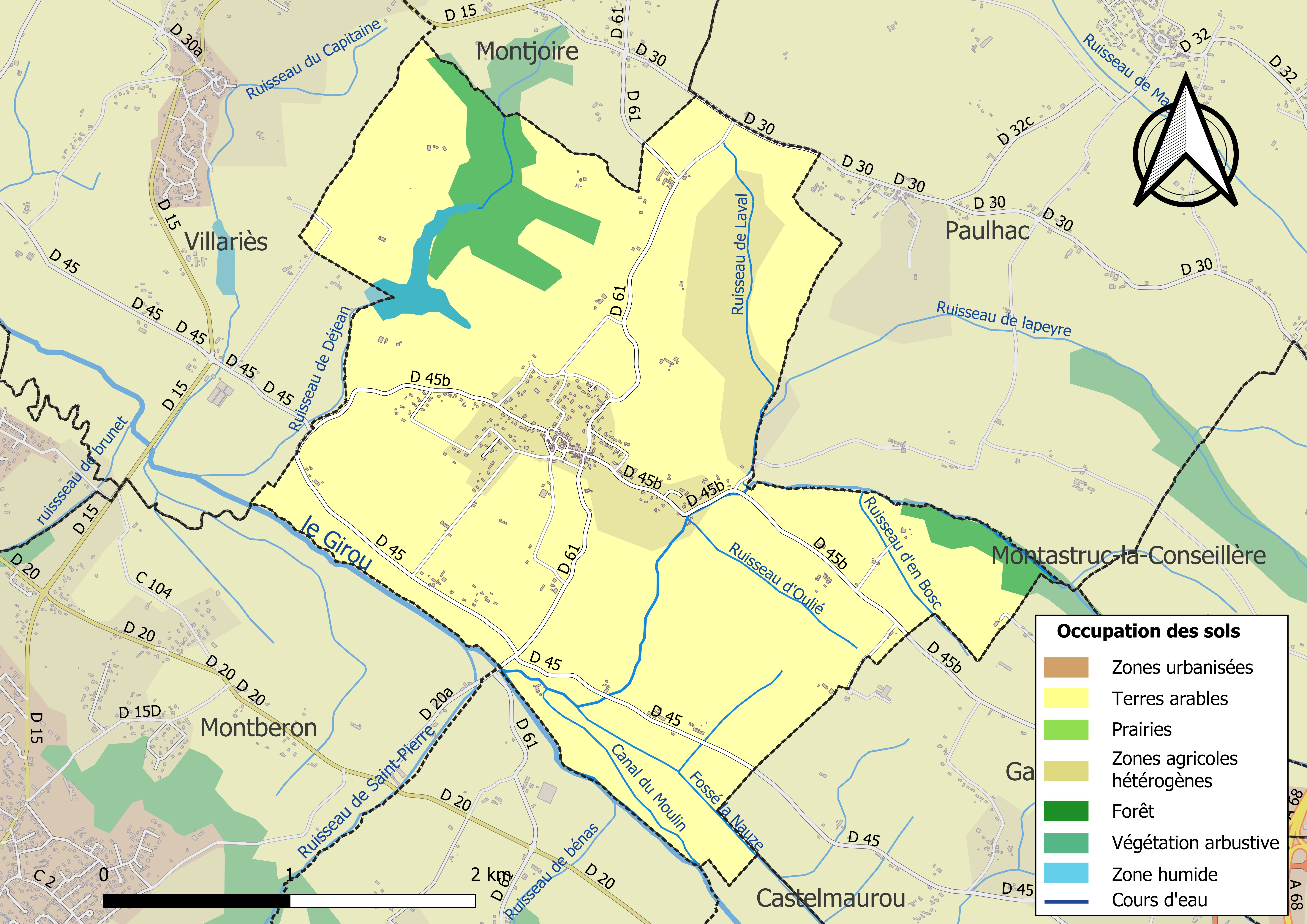
Carte des infrastructures et de l'occupation des sols de la commune en 2018 (CLC).

L'occupation des sols de la commune, telle qu'elle ressort de la base de données européenne d’occupation biophysique des sols Corine Land Cover (CLC), est marquée par l'importance des territoires agricoles (87,6 % en 2018), en diminution par rapport à 1990 (93,7 %). La répartition détaillée en 2018 est la suivante : 
terres arables (82,2 %), forêts (6,3 %), zones urbanisées (6,2 %), zones agricoles hétérogènes (5,3 %). L'évolution de l’occupation des sols de la commune et de ses infrastructures peut être observée sur les différentes représentations cartographiques du territoire : la carte de Cassini (XVIIIe siècle), la carte d'état-major (1820-1866) et les cartes ou photos aériennes de l'IGN pour la période actuelle (1950 à aujourd'hui).

### Risques majeurs
Le territoire de la commune de Bazus est vulnérable à différents aléas naturels : météorologiques (tempête, orage, neige, grand froid, canicule ou sécheresse), inondations et séisme (sismicité très faible). Un site publié par le BRGM permet d'évaluer simplement et rapidement les risques d'un bien localisé soit par son adresse soit par le numéro de sa parcelle.
Certaines parties du territoire communal sont susceptibles d’être affectées par le risque d’inondation par débordement de cours d'eau, notamment le Girou. La commune a été reconnue en état de catastrophe naturelle au titre des dommages causés par les inondations et coulées de boue survenues en 1982, 1999 et 2009,.

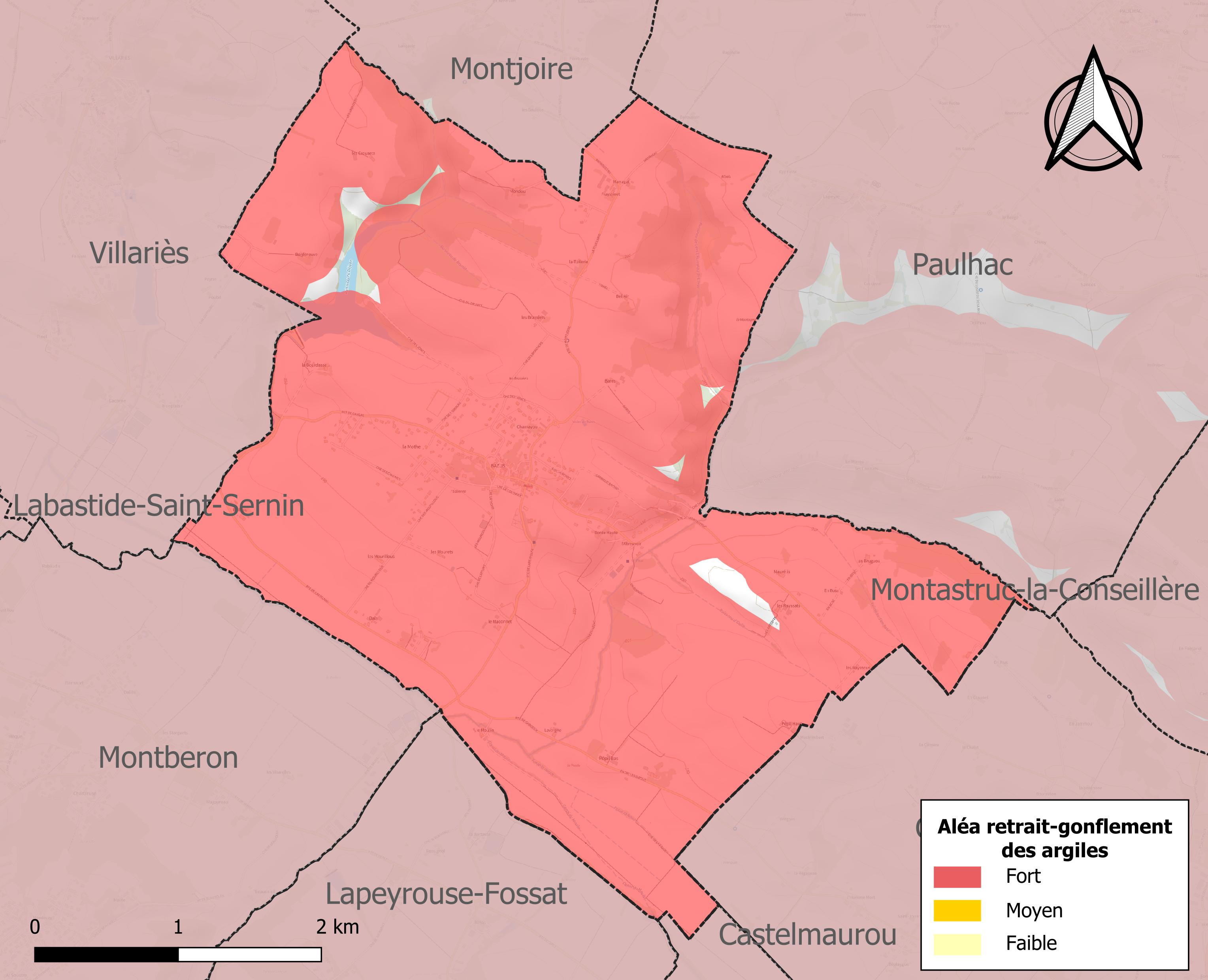
Carte des zones d'aléa retrait-gonflement des sols argileux de Bazus.

Le retrait-gonflement des sols argileux est susceptible d'engendrer des dommages importants aux bâtiments en cas d’alternance de périodes de sécheresse et de pluie. 98,3 % de la superficie communale est en aléa moyen ou fort (88,8 % au niveau départemental et 48,5 % au niveau national). Sur les 235 bâtiments dénombrés sur la commune en 2019, 235 sont en aléa moyen ou fort, soit 100 %, à comparer aux 98 % au niveau départemental et 54 % au niveau national. Une cartographie de l'exposition du territoire national au retrait gonflement des sols argileux est disponible sur le site du BRGM,.
Par ailleurs, afin de mieux appréhender le risque d’affaissement de terrain, l'inventaire national des cavités souterraines permet de localiser celles situées sur la commune.
Concernant les mouvements de terrains, la commune a été reconnue en état de catastrophe naturelle au titre des dommages causés par la sécheresse en 1992, 2002, 2003, 2011 et 2016 et par des mouvements de terrain en 1999.

## Histoire

### Héraldique
| Bazus | Son blasonnement est : D'argent aux trois barres de sable. |

## Politique et administration

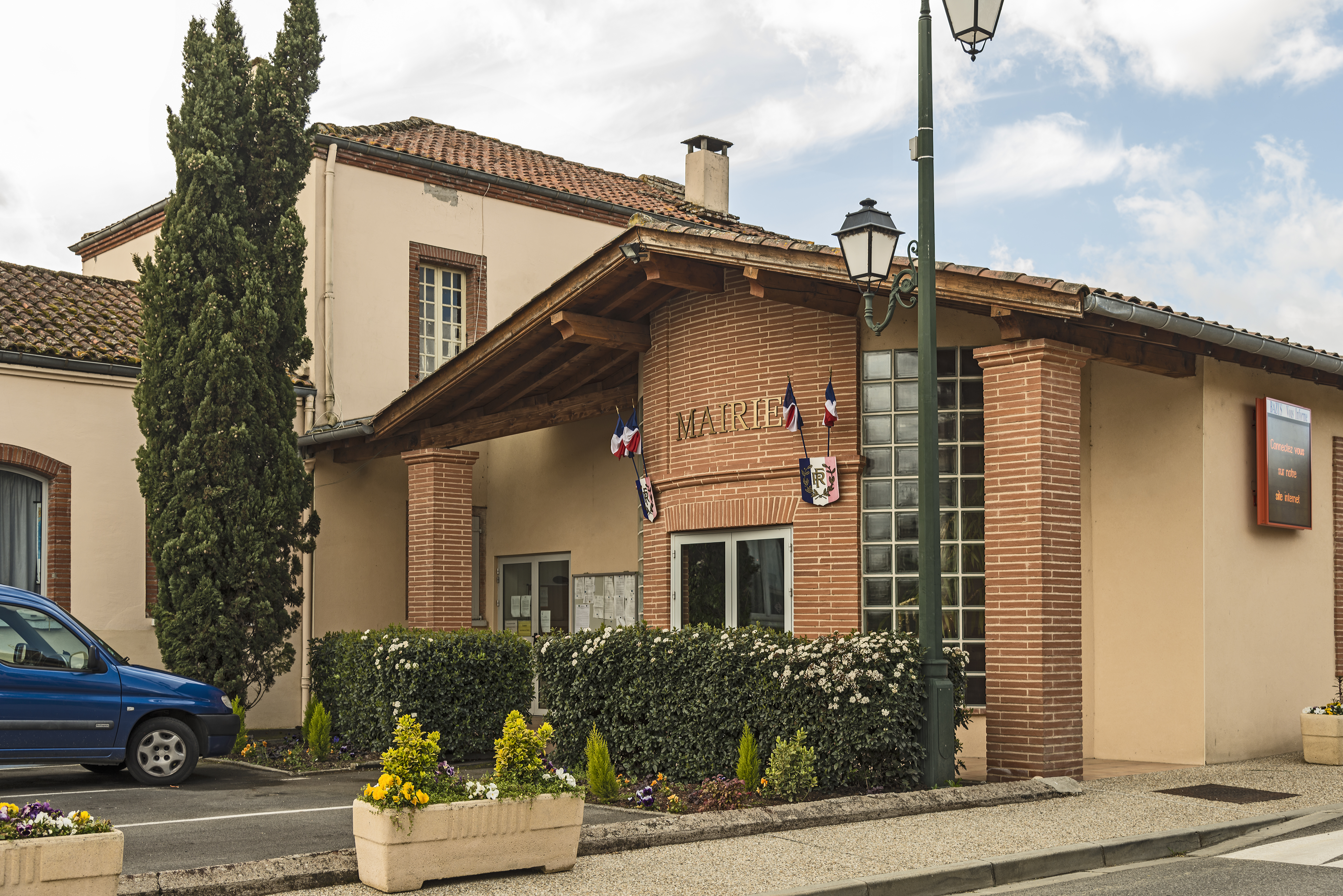
la mairie

### Administration municipale
Le nombre d'habitants au recensement de 2017 étant compris entre 500 et 1 499 habitants, le nombre de membres du conseil municipal pour l'élection de 2020 est de quinze,.

### Rattachements administratifs et électoraux
Commune faisant partie de la deuxième circonscription de la Haute-Garonne de la communauté de communes des Coteaux du Girou et du canton de Pechbonnieu (avant le redécoupage départemental de 2014, Bazus faisait partie de l'ex-canton de Montastruc-la-Conseillère).

### Liste des maires
| Période                                  | Période  | Identité              | Étiquette | Qualité  |
| ---------------------------------------- | -------- | --------------------- | --------- | -------- |
| Les données manquantes sont à compléter. |          |                       |           |          |
| 1953                                     | 1971     | Barthélémy Frayssinet |           |          |
| 1971                                     | 1989     | Norbert Frayssinet    |           |          |
| mars 1989                                | 2014     | Guy Sudres            |           |          |
| 2014                                     | En cours | Brigitte Galy         | SE        | Employée |

## Population et société

### Démographie
L'évolution du nombre d'habitants est connue à travers les recensements de la population effectués dans la commune depuis 1793. Pour les communes de moins de 10 000 habitants, une enquête de recensement portant sur toute la population est réalisée tous les cinq ans, les populations de référence des années intermédiaires étant quant à elles estimées par interpolation ou extrapolation. Pour la commune, le premier recensement exhaustif entrant dans le cadre du nouveau dispositif a été réalisé en 2005.

En 2022, la commune comptait 600 habitants, en évolution de +7,33 % par rapport à 2016 (Haute-Garonne : +8,02 %, France hors Mayotte : +2,11 %).
| 1793 | 1800 | 1806 | 1821 | 1831 | 1836 | 1841 | 1846 | 1851 |
| ---- | ---- | ---- | ---- | ---- | ---- | ---- | ---- | ---- |
| 301  | 300  | 336  | 504  | 388  | 391  | 385  | 371  | 371  |

| 1856 | 1861 | 1866 | 1872 | 1876 | 1881 | 1886 | 1891 | 1896 |
| ---- | ---- | ---- | ---- | ---- | ---- | ---- | ---- | ---- |
| 399  | 370  | 391  | 390  | 382  | 332  | 326  | 325  | 288  |

| 1901 | 1906 | 1911 | 1921 | 1926 | 1931 | 1936 | 1946 | 1954 |
| ---- | ---- | ---- | ---- | ---- | ---- | ---- | ---- | ---- |
| 302  | 300  | 275  | 231  | 237  | 250  | 244  | 251  | 252  |

| 1962 | 1968 | 1975 | 1982 | 1990 | 1999 | 2005 | 2006 | 2010 |
| ---- | ---- | ---- | ---- | ---- | ---- | ---- | ---- | ---- |
| 262  | 252  | 289  | 372  | 437  | 532  | 577  | 575  | 577  |

| 2015 | 2020 | 2022 | - | - | - | - | - | - |
| ---- | ---- | ---- | - | - | - | - | - | - |
| 564  | 592  | 600  | - | - | - | - | - | - |

| selon la population municipale des années : | 1968 | 1975 | 1982 | 1990 | 1999 | 2006 | 2009 | 2013 |
| Rang de la commune dans le département      | 214  | 226  | 221  | 215  | 198  | 208  | 212  | 219  |
| Nombre de communes du département           | 592  | 582  | 586  | 588  | 588  | 588  | 589  | 589  |

### Enseignement
Bazus fait partie de l'académie de Toulouse.
L'éducation est assurée par un regroupement pédagogique intercommunal de la maternelle sur la commune de Villariès au primaire (CP, CE1 et CE2 sur la commune de Bazus et CM1 et CM2 commune de Gargas).

### Culture et festivité
Festival rock Bazus In France. Salle des fêtes,

### Sports
Chasse, randonnée pédestre, basketball,

### Écologie et recyclage
La collecte et le traitement des déchets des ménages et des déchets assimilés ainsi que la protection et la mise en valeur de l'environnement se font dans le cadre de la communauté de communes des coteaux du girou.
Déchèterie sur la commune de Garidech.

## Économie

### Revenus
En 2018  (données Insee publiées en septembre 2021), la commune compte 235 ménages fiscaux, regroupant 619 personnes. La médiane du revenu disponible par unité de consommation est de 28 300 € (23 140 € dans le département).

### Emploi
|                | 2008  | 2013  | 2018  |
| -------------- | ----- | ----- | ----- |
| Commune        | 4,4 % | 6 %   | 5 %   |
| Département    | 7,7 % | 9,6 % | 9,3 % |
| France entière | 8,3 % | 10 %  | 10 %  |

En 2018, la population âgée de 15 à 64 ans s'élève à 344 personnes, parmi lesquelles on compte 84,4 % d'actifs (79,4 % ayant un emploi et 5 % de chômeurs) et 15,6 % d'inactifs,. Depuis 2008, le taux de chômage communal (au sens du recensement) des 15-64 ans est inférieur à celui de la France et du département.
La commune fait partie de la couronne de l'aire d'attraction de Toulouse, du fait qu'au moins 15 % des actifs travaillent dans le pôle,. Elle compte 55 emplois en 2018, contre 77 en 2013 et 74 en 2008. Le nombre d'actifs ayant un emploi résidant dans la commune est de 274, soit un indicateur de concentration d'emploi de 19,9 % et un taux d'activité parmi les 15 ans ou plus de 63,4 %.
Sur ces 274 actifs de 15 ans ou plus ayant un emploi, 33 travaillent dans la commune, soit 12 % des habitants. Pour se rendre au travail, 91,6 % des habitants utilisent un véhicule personnel ou de fonction à quatre roues, 1,7 % les transports en commun, 3 % s'y rendent en deux-roues, à vélo ou à pied et 3,5 % n'ont pas besoin de transport (travail au domicile).

### Activités hors agriculture

#### Secteurs d'activités
45 établissements sont implantés  à Bazus au 31 décembre 2019. Le tableau ci-dessous en détaille le nombre par secteur d'activité et compare les ratios avec ceux du département,.
| Secteur d'activité                                                                                        | Commune | Commune | Département |
| Secteur d'activité                                                                                        | Nombre  | %       | %           |
| --- | ------- | ------- | ----------- |
| Ensemble                                                                                                  | 45      | 100 %   | (100 %)     |
| Industrie manufacturière, industries extractives et autres                                                | 1       | 2,2 %   | (5,7 %)     |
| Construction                                                                                              | 15      | 33,3 %  | (12 %)      |
| Commerce de gros et de détail, transports, hébergement et restauration                                    | 4       | 8,9 %   | (25,9 %)    |
| Information et communication                                                                              | 1       | 2,2 %   | (4,1 %)     |
| Activités financières et d'assurance                                                                      | 2       | 4,4 %   | (3,8 %)     |
| Activités immobilières                                                                                    | 3       | 6,7 %   | (4,2 %)     |
| Activités spécialisées, scientifiques et techniques et activités de services administratifs et de soutien | 11      | 24,4 %  | (19,8 %)    |
| Administration publique, enseignement, santé humaine et action sociale                                    | 6       | 13,3 %  | (16,6 %)    |
| Autres activités de services                                                                              | 2       | 4,4 %   | (7,9 %)     |

Le secteur de la construction est prépondérant sur la commune puisqu'il représente 33,3 % du nombre total d'établissements de la commune (15 sur les 45 entreprises implantées  à Bazus), contre 12 % au niveau départemental.

#### Entreprises et commerces
L'agriculture basée sur la culture de céréales (maïs, blé...) a encore une place importante mais tend à diminuer en faveur de zones résidentielles liées à la proximité de l'agglomération toulousaine puisque étant dans son aire urbaine.

### Agriculture
|               | 1988 | 2000  | 2010 | 2020 |
| ------------- | ---- | ----- | ---- | ---- |
| Exploitations | 24   | 17    | 11   | 8    |
| SAU (ha)      | 859  | 1 139 | 632  | 625  |

La commune est dans le Lauragais, une petite région agricole occupant le nord-est du département de la Haute-Garonne, dont les coteaux portent des grandes cultures en sec avec une dominante blé dur et tournesol. En 2020, l'orientation technico-économique de l'agriculture  sur la commune est la polyculture et/ou le polyélevage. Huit exploitations agricoles ayant leur siège dans la commune sont dénombrées lors du recensement agricole de 2020 (24 en 1988). La superficie agricole utilisée est de 625 ha,,.

## Culture locale et patrimoine

### Lieux et monuments
- Église Saint-Pierre de Bazus, église catholique classée.

Église du XVe et XVIIIe siècles qui fait l’objet d’une inscription au titre des monuments historiques depuis le 29 décembre 1978.
- Le lavoir Napoléon III à la sortie du village récemment restauré.

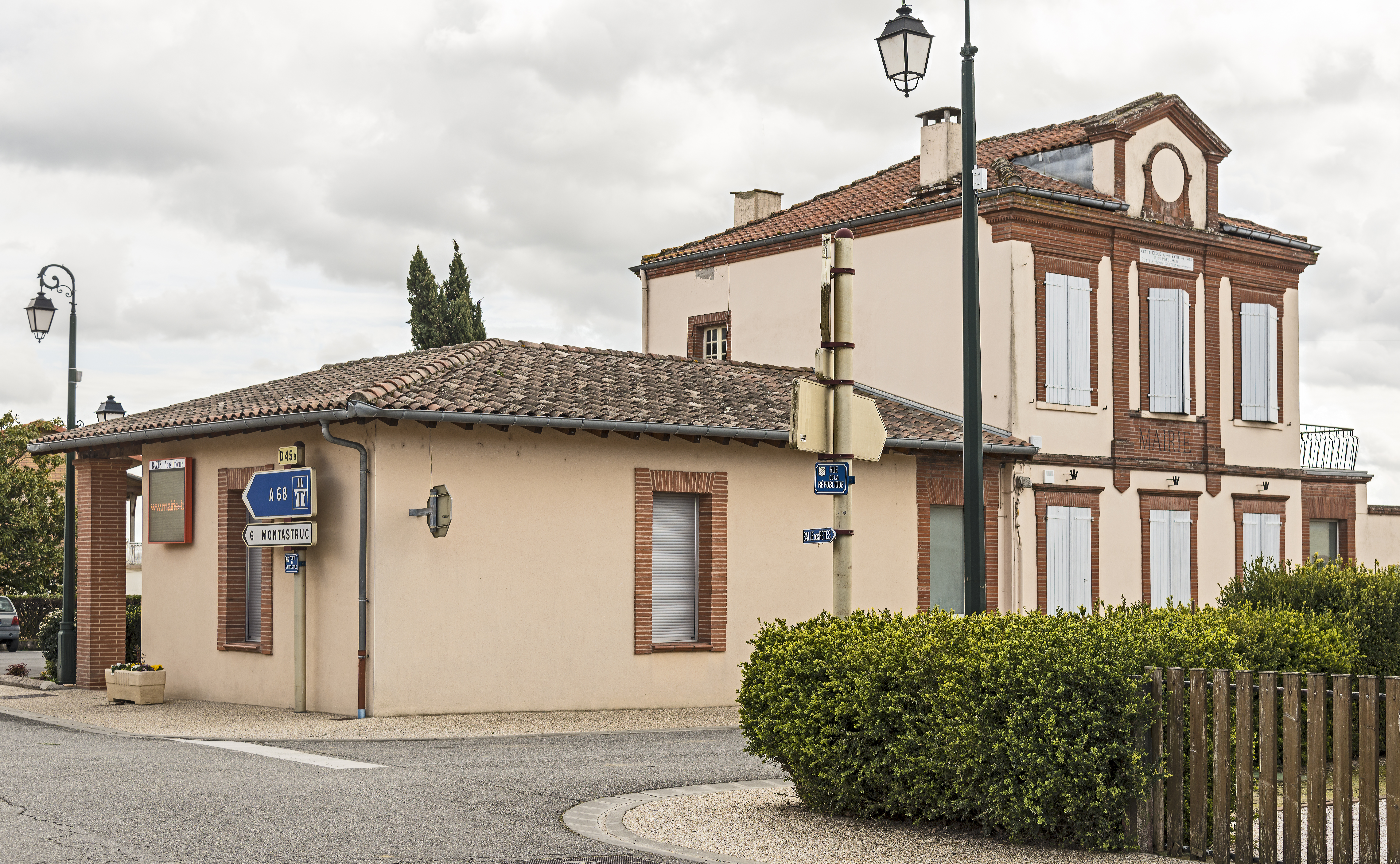
L'ancienne façade de la maire
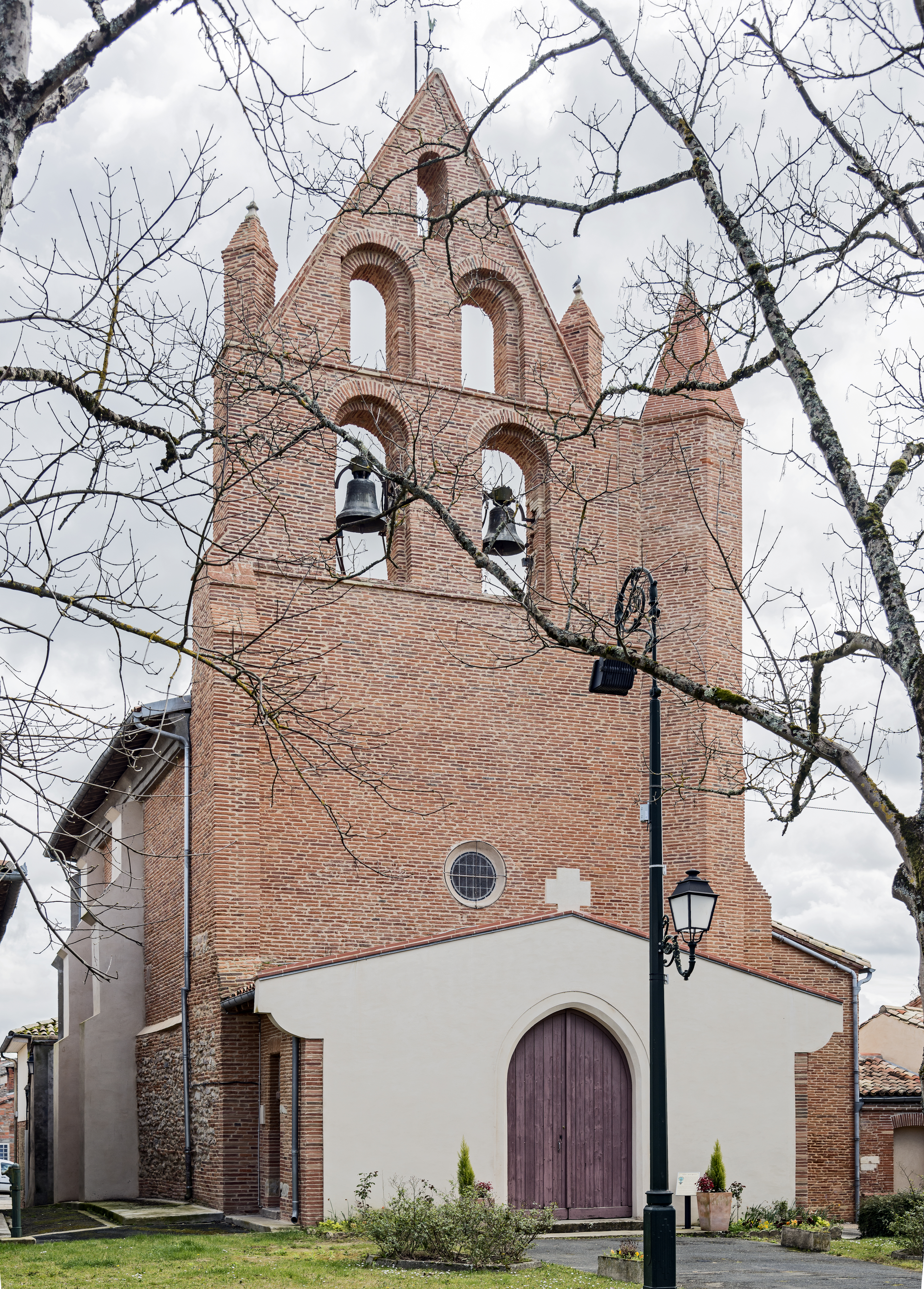
L'église Saint-Pierre
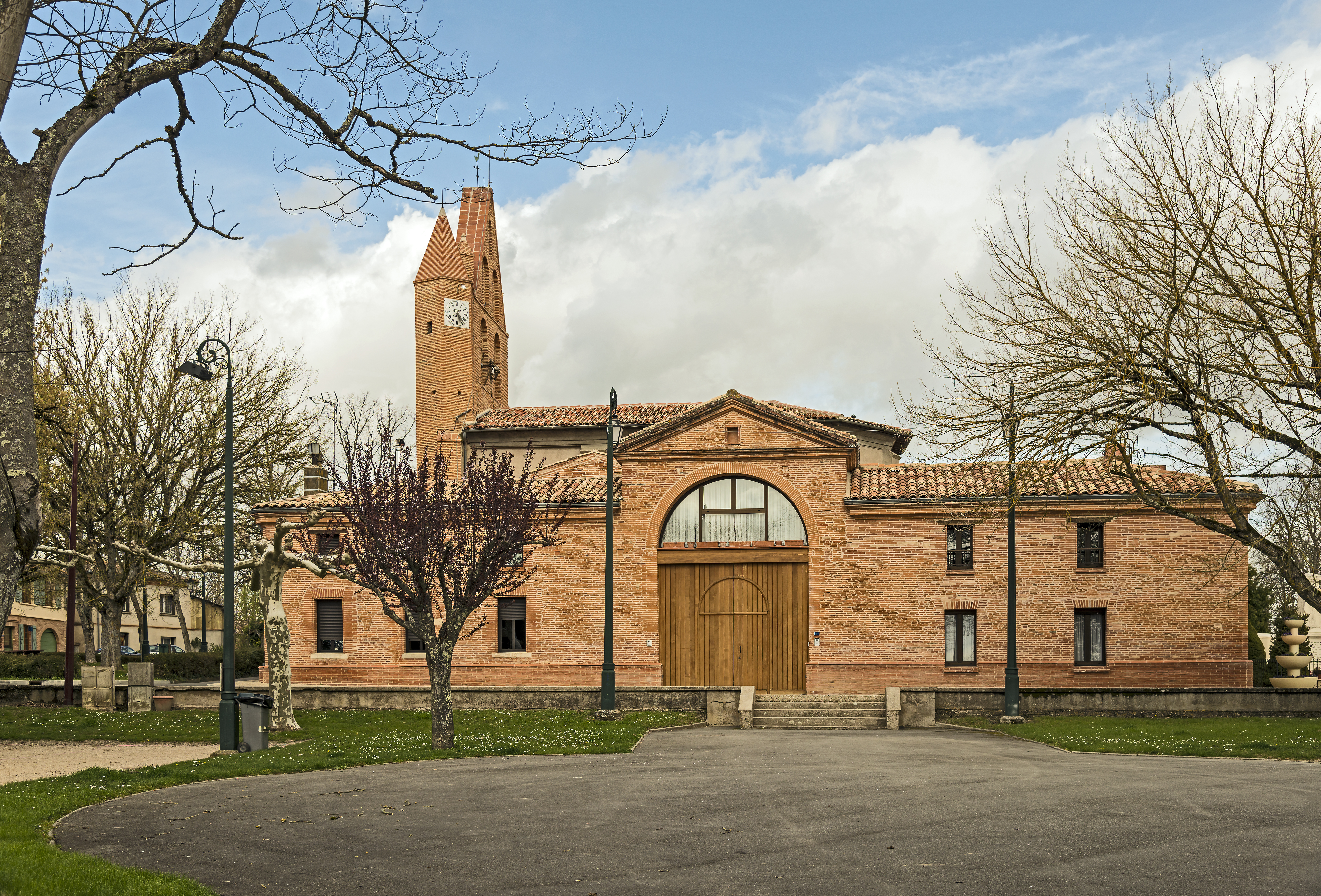
La place saint-Pierre
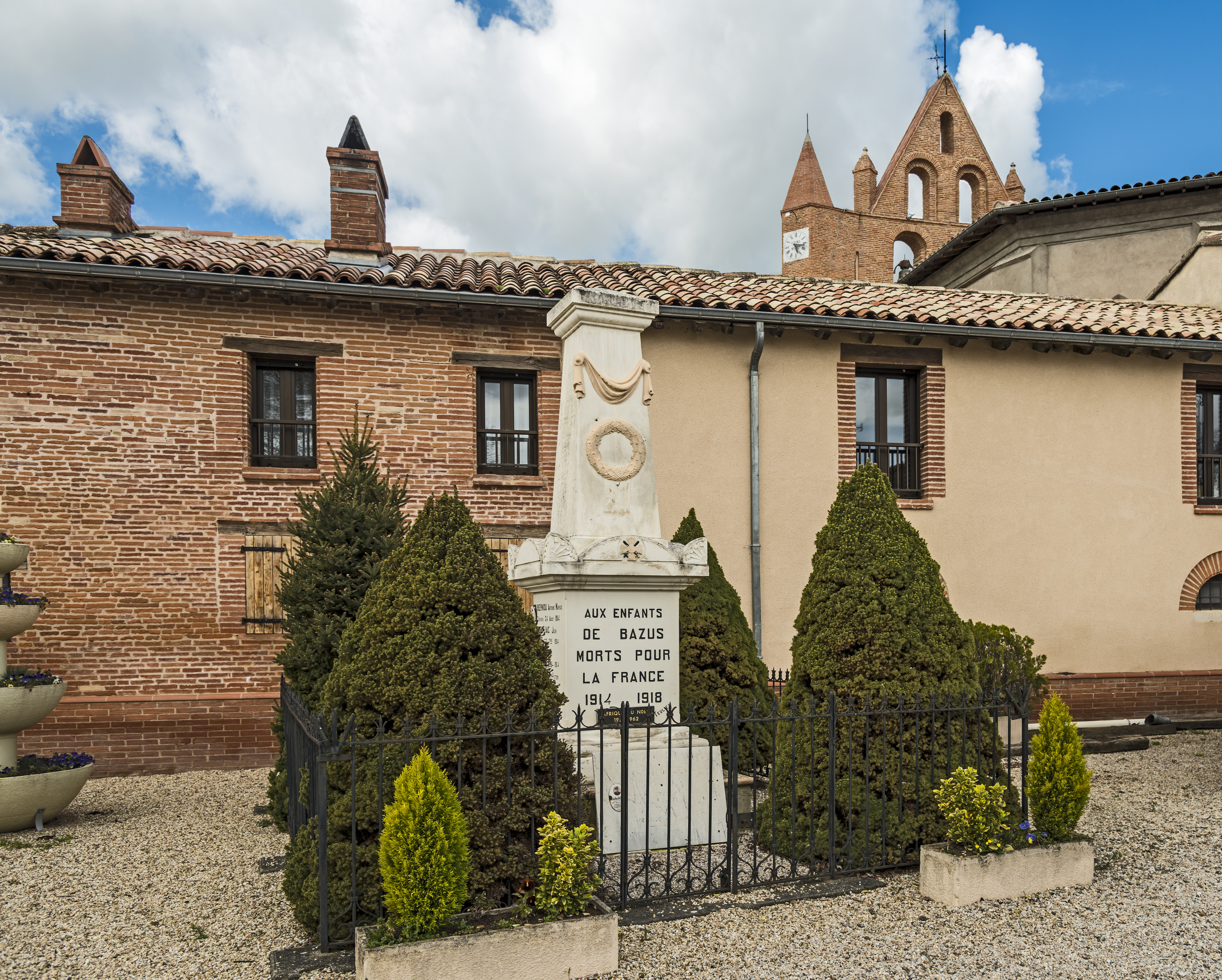
Le Monument aux Morts
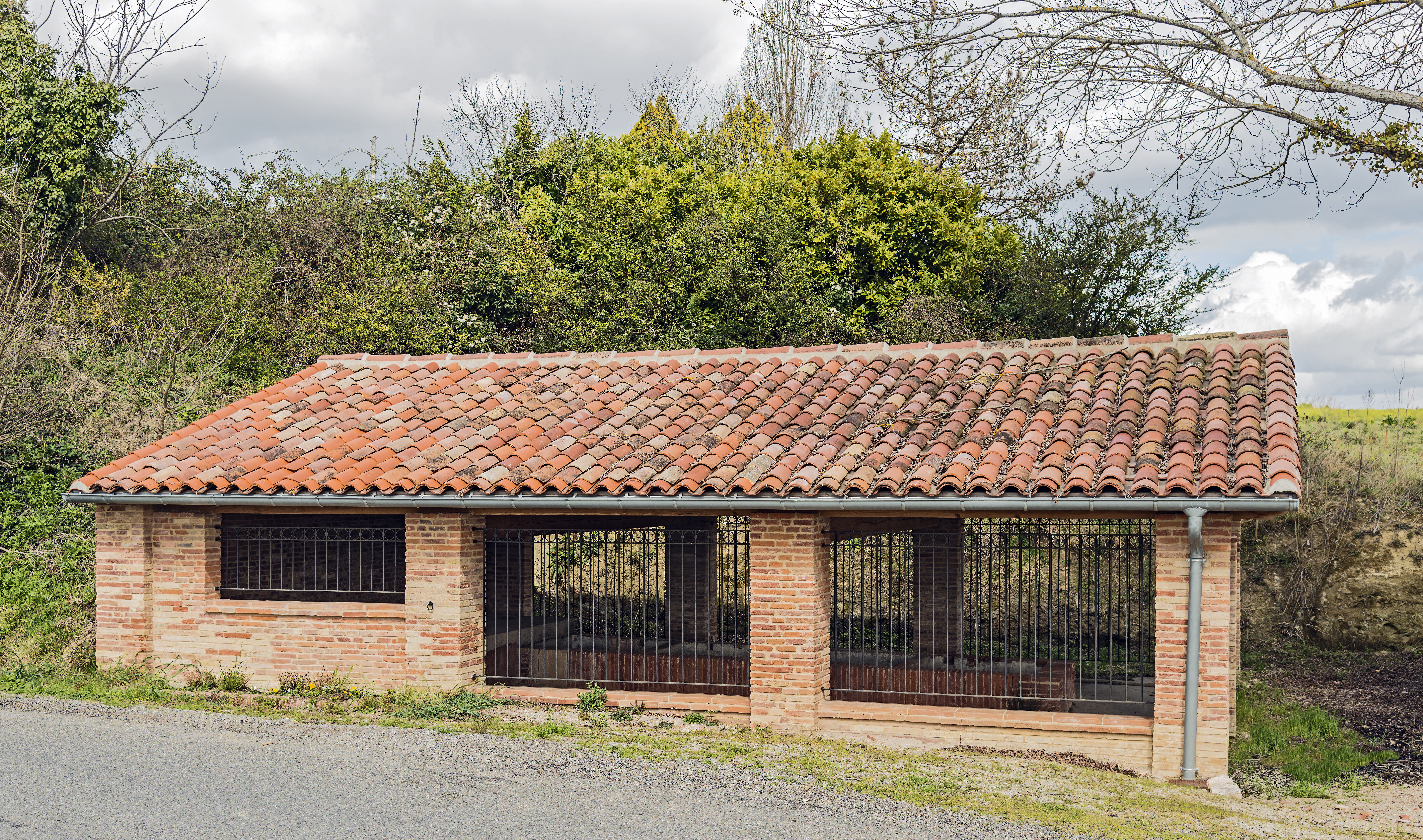
Le lavoir du XIXe

### Personnalités liées à la commune
- Étienne Guillaume Picot de Bazus.

## Pour approfondir